# Falsapolia apicalis
Falsapolia apicalis är en skalbaggsart som först beskrevs av Francis Polkinghorne Pascoe 1878.  Falsapolia apicalis ingår i släktet Falsapolia och familjen långhorningar. Inga underarter finns listade i Catalogue of Life.